# Mylabris atricornis
Mylabris atricornis là một loài bọ cánh cứng trong họ Meloidae. Loài này được Linell miêu tả khoa học năm 1896.